# Uniwersytet Medycyny Weterynaryjnej w Koszycach
Uniwersytet Medycyny Weterynaryjnej w Koszycach (słow. Univerzita veterinárskeho lekárstva v Košiciach) – słowacka państwowa uczelnia z siedzibą w Koszycach, powstała 16 grudnia 1949 roku. W 1952 została włączona w struktury nowo utworzonej Wyższej Szkoły Rolniczej w Nitrze. Samodzielność odzyskała w 1969 roku, a w 1992 stała się uniwersytetem, przyjmując obecną nazwę.